# Threadneedle Street
Threadneedle Street is een straat in de City of London. Hij loopt west-oost en verbindt de kruising Poultry-Cornhill-King William Street met Bishopsgate.
De straat is vooral bekend door de aanwezigheid van de Bank of England, die hier gevestigd is in 1734, en die ook wel bekendstaat als de oude dame van Threadneedle Street. Aanvankelijk stond er een gebouw in palladianisme stijl van de architect George Sampson. Het werd later verbouwd en uitgebreid door John Soane. Tussen 1925-1939 werd een nieuw bankgebouw geplaatst dat ontworpen was door de architect Herbert Baker. Tot 2004 was hier ook de London Stock Exchange gevestigd.

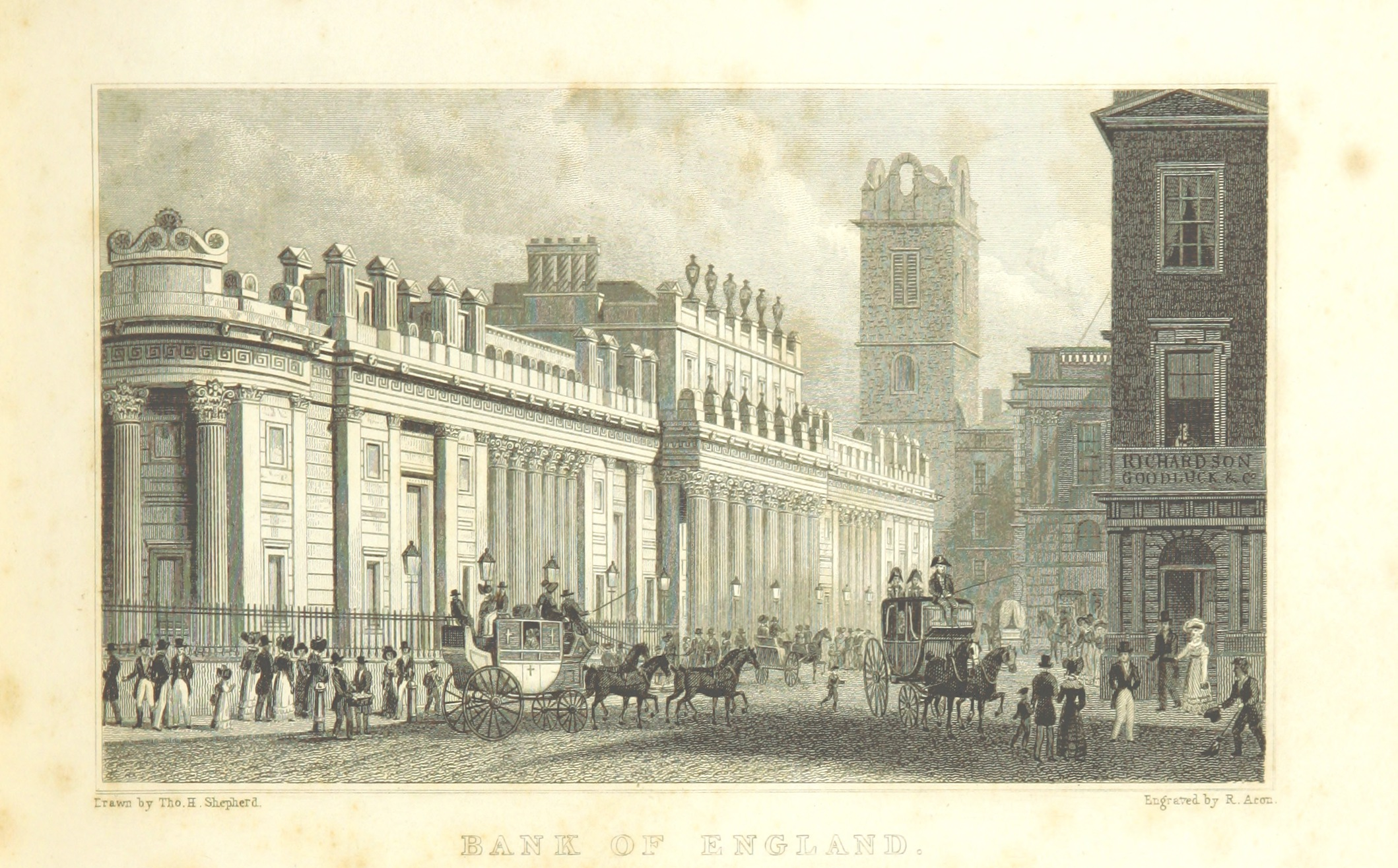
Threadneedle Street met de Bank of England in 1828
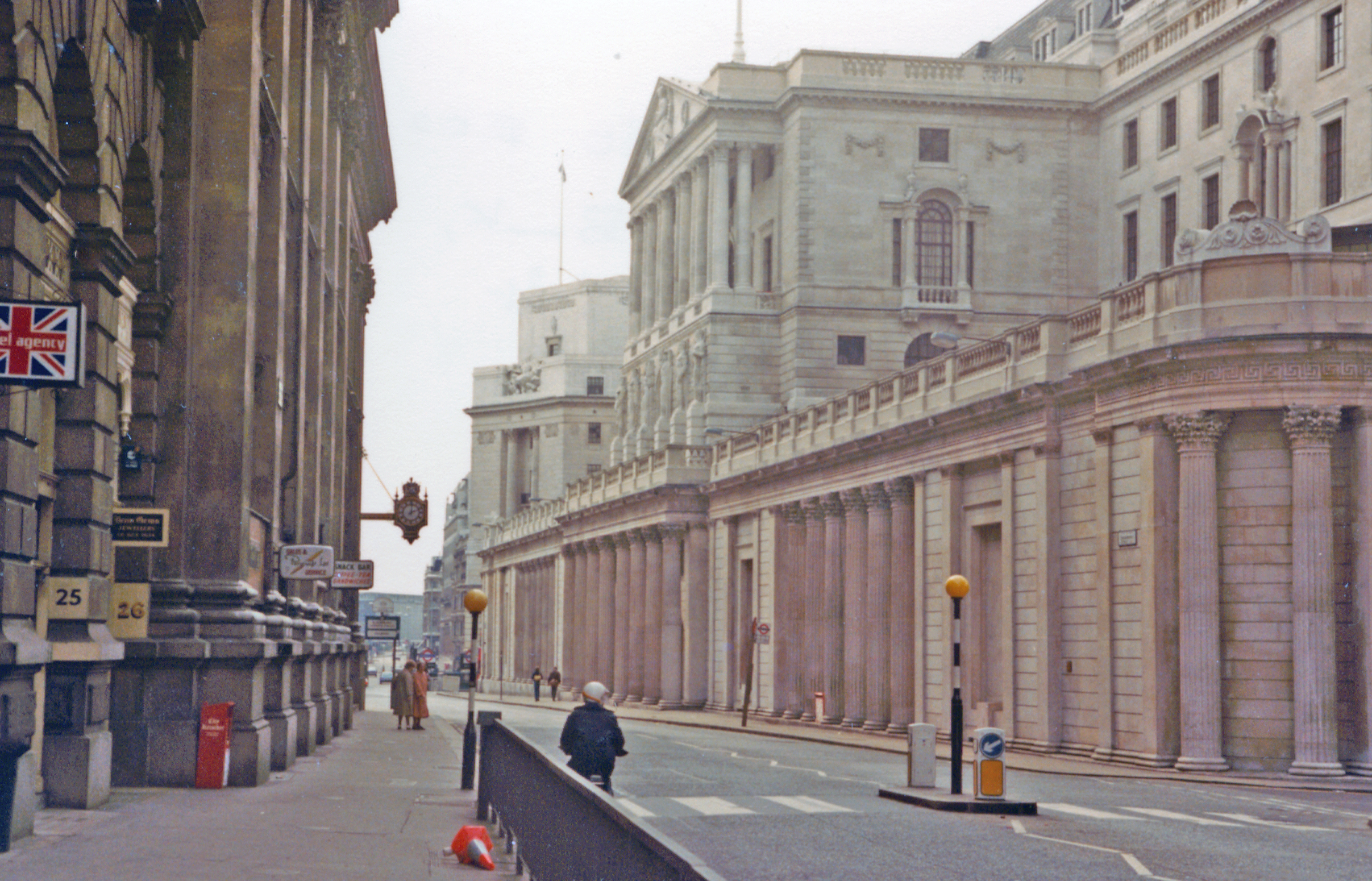
Threadneedle Street in 1983
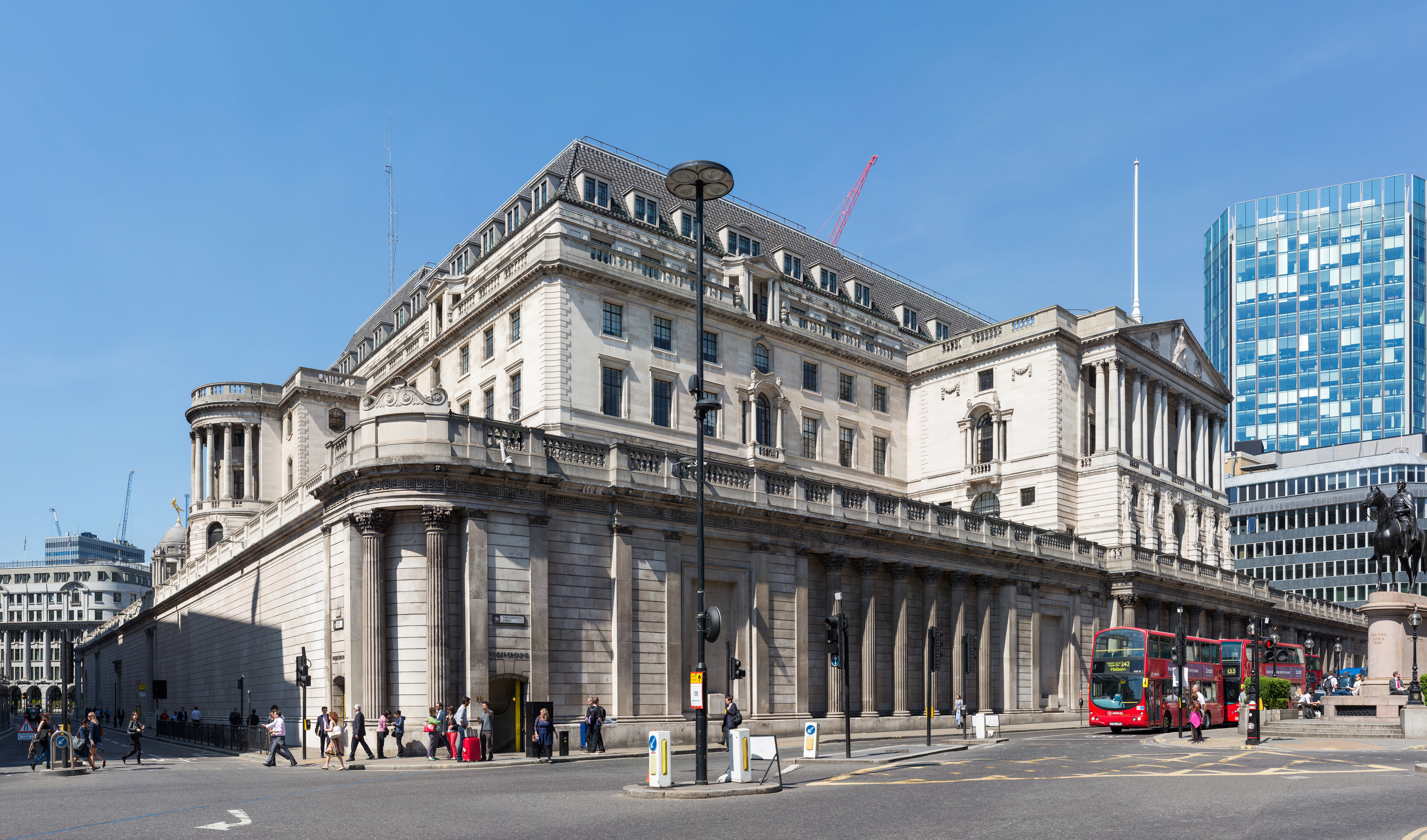
De Bank of England in 2015